# (13123) Tyson
(13123) Tyson es un asteroide que forma parte del cinturón de asteroides y fue descubierto por Carolyn Jean S. Shoemaker y David H. Levy desde el observatorio del Monte Palomar, Estados Unidos, el 16 de mayo de 1994.

## Designación y nombre
Tyson recibió al principio la designación de 1994 KA.
Más adelante, en 2000, se nombró en honor del astrónomo y divulgador estadounidense Neil deGrasse Tyson.

## Características orbitales
Tyson orbita a una distancia media de 2,361 ua del Sol, pudiendo acercarse hasta 1,722 ua y alejarse hasta 3 ua. Su inclinación orbital es 23,29 grados y la excentricidad 0,2705. Emplea en completar una órbita alrededor del Sol 1325 días. El movimiento de Tyson sobre el fondo estelar es de 0,2717 grados por día.

## Características físicas
La magnitud absoluta de Tyson es 12,3 y el periodo de rotación de 3,33 horas.